# 1052年
| 千纪： | 2千纪 |
| 世纪： | 10世纪 \| 11世纪 \| 12世纪 |
| 年代： | 1020年代 \| 1030年代 \| 1040年代 \| 1050年代 \| 1060年代 \| 1070年代 \| 1080年代                                                               |
| 年份： | 1047年 \| 1048年 \| 1049年 \| 1050年 \| 1051年 \| 1052年 \| 1053年 \| 1054年 \| 1055年 \| 1056年 \| 1057年                                     |
| 纪年： | 壬辰年（龙年）；契丹重熙二十一年；北宋皇祐四年；西夏天祐垂聖三年；大理保安八年；南天国景瑞四年；大南国启历元年；越南崇興大寶四年；日本永承七年 |

## 大事记
- 儂智高起事。
- 狄青上元夜襲崑崙關

## 出生
- 5月23日︰腓力一世，法國卡佩王朝國王。（1108年逝世，56岁）
- 贺铸（1052年－1125年，73岁），字方回，北宋词人

## 逝世
- 范仲淹（989年－1052年），字希文，谥文正，北宋政治家、文学家、军事家